# Boris (cratère)
Pour les articles homonymes, voir Boris.
Boris est le nom d'un cratère d'impact sur la face visible de la Lune. Le nom fut officiellement adopté par l'Union astronomique internationale (UAI) en 1979,,, en référence à Boris (nom masculin slave),,.
L'observation du cratère fut rapportée pour la première fois en ? par ? ,.
Une falaise s'étire sur quatre kilomètres au nord du cratère Boris sous la dénomination de Rupes Boris.

## Localisation
Voici la liste des reliefs de la Lune environnant le cratère,, : 
| Nord-ouest : Gaston | Nord : Rupes Boris | Nord-est : Linda       |
| Ouest : Delisle     | Boris              | Est : Rima Delisle     |
| Sud-ouest : Delisle | Sud : Rima Delisle | Sud-est : Rima Delisle |

## Cratères satellites
Les cratères dits satellites sont de petits cratères situés à proximité du cratère principal, ils sont nommés du même nom mais accompagné d'une lettre majuscule complémentaire (même si la formation de ces cratères est indépendante de la formation du cratère principal). Par convention ces caractéristiques sont indiquées sur les cartes lunaires en plaçant la lettre sur le point le plus proche du cratère principal. Liste des cratères satellites de Boris, : 
| Boris                      |
| -------------------------- |
| Pas de cratères satellites |